# Roeselia bryophiloides
Roeselia bryophiloides är en fjärilsart som beskrevs av Butler 1882. Roeselia bryophiloides ingår i släktet Roeselia och familjen trågspinnare. Inga underarter finns listade.